# ハドラマウト県
ハドラマウト県 (ハドラマウトけん、アラビア語: حضرموت Ḥaḍramawt) は、イエメンの県である。

## 概要
歴史的な地域であるハドラマウトにあり、国内最大の県である。
ハドラマウト県の県都はムカッラー市である。ハドラマウト県の他の都市には、歴史的なシバーム、セナ、サユーン、タリーム及びシフルが含まれる。豪雨によって2008年イエメン洪水が起こり、何千人もの人々から家や建物を奪った。
アデン県から移動し、ソコトラ諸島は2004年以来ハドラマウト県の一部となったが、2013年12月18日にソコトラ諸島はソコトラ県としてハドラマウト県から分離した。

## 隣接する県
- ナジュラーン州
- シャブワ県
- マアリブ県
- ジャウフ県
- マフラ県